# Sav

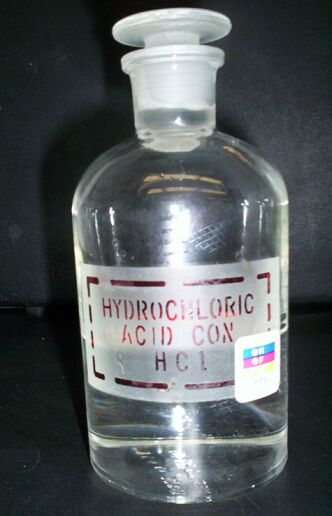
Sósav

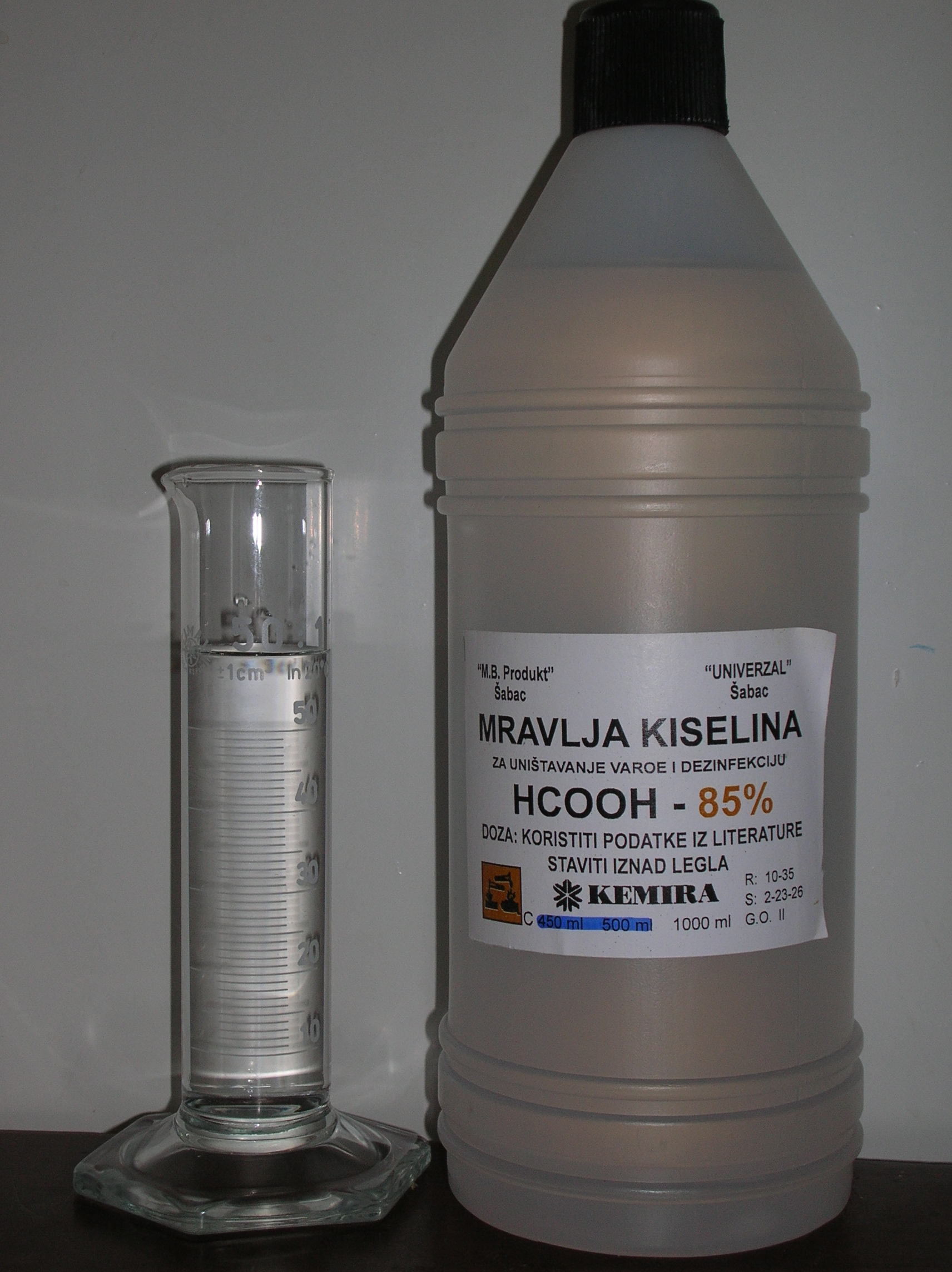
Hangyasav

Hétköznapi értelemben azokat a vegyületeket nevezzük savnak, melyek a vízmolekuláknak protont adnak át, ezáltal a vizes oldat kémhatását savasabbá teszik, a pH-t csökkentik.
A kémiában Brønsted-savnak nevezik azokat a molekulákat és ionokat, melyek protont (H+ iont) adnak át egy másik molekulának vagy ionnak, az úgynevezett bázisnak.
Lewis-savnak azokat a részecskéket nevezik, melyek elektronpárt vesznek fel. A különböző sav-bázis elméletekben egyéb típusú savakat is definiálnak.
Kémiai értelemben egy anyag nem önmagában, hanem a konkrét kémiai folyamatra nézve sav vagy bázis. Így például a közismert Brønsted-sav, az ecetsav is viselkedhet bázisként, ha egy erősebb savval, például kénsavval reagál. Ekkor a kénsav ad le protont, az ecetsav pedig protont vesz fel, tehát bázisként viselkedik. Konkrét folyamat említése nélkül az általános sav és bázis szó az anyagok jellemző – általában vízzel szembeni – viselkedésére utal.

## Arrhenius-sav
Az Arrhenius-sav olyan vegyület, amely oldódáskor hidrogénionokat juttat a vizes oldatba, tehát az oldat hidrogénion-koncentrációját növeli.

## Brønsted-sav

### Tulajdonságok
A hétköznapi értelemben vett savakhoz a Brønsted-savak állnak a legközelebb. Általában vízben oldható anyagok, a vizes oldatok pH-ját csökkentik. Híg vizes oldatuk íze általában savanyú, a magyar „sav” szó is erre vezethető vissza. A kémhatás csökkentése a protonleadásnak köszönhető:
AH + H2O → H3O+ + A−
ahol AH jelöli a tetszőleges savat, H3O+ a protonált vízmolekulát, más néven az oxóniumiont, A− pedig a savmaradékiont.
Sósav esetén:
HCl + H2O → H3O+ + Cl−
A Brønsted-savak vizes oldata jól vezeti az elektromos áramot (például akkumulátorsav), azaz elektrolit.

### Csoportosítás
A Brønsted-savak többféleképpen csoportosíthatók. A gyakorlati szempontok a következők:
- a savmaradékion alapján: szerves vagy szervetlen
- a savmolekulánként leadható protonok száma alapján: egy- és többértékű savak
- a savi disszociációs állandó alapján: gyenge, közepes és erős savak
- vízoldhatóságuk alapján

A fenti csoportosítás csak a leggyakoribb szempontokat veszi figyelembe, de a Brønsted-savak többsége így is besorolható. Például a kénsav kétértékű, vízben jól oldódó, erős, szervetlen sav. Ezzel szemben az ecetsav egyértékű, vízben jól oldódó, gyenge, szerves sav.

### A legerősebb sav
Az antimon-pentafluorid hidrogén-fluoridos (HF) oldatát tartják a legerősebb ismert savnak.
E sav erőssége sokszorosa a kénsavénak (úgynevezett szupersav).

## Lewis-sav
A Lewis-sav olyan vegyület, melynek atomjai tartalmaznak üres atompályákat, és ezekre az atompályákra képesek felvenni Lewis-bázisból származó elektronpárt, ezzel datív kötést létesítve, és új adduktumot létrehozva.

## A savak értékűsége
A savak értékűsége azt mutatja meg, hogy egy adott savmolekulából hány H+-ion kerülhet az oldatba disszociáció során. A savak általában egyértékűek, mint a CH3COOH, HCl, HNO3. Léteznek azonban kétértékű, illetve háromértékű savak is. Ilyen például a H2SO4, illetve a H3PO4.

## A biológiában
A savaknak nagy a jelentősége az élő szervezetekben is. A genetika legfontosabb molekulái, a DNS (dezoxiribonukleinsav) és az RNS (ribonukleinsav), szintén savak.
Az emésztőnedvekben (például a gyomorban) is találhatók savak, például sósav.
Fontos a szerepük a táplálkozásban is. Az egyik legismertebb vitamin, a C-vitamin például aszkorbinsavból áll.